# Førde (miasto)
Førde – ośrodek administracyjny gminy Førde w zachodniej Norwegii, w okręgu Sogn og Fjordane. Miasto położone jest u ujścia rzek Anga i Jølstra, na wschodnim krańcu fiordu Førdefjorden, około 79 km na południowy wschód od ośrodka administracyjnego gminy Bremanger - Svelgen.
W niedalekiej odległości od miasta leżą jeziora: Movatnet, Bekkjevatnet, Langelandsvatnet. 
Miasto Førde jest ważnym centrum handlowym, przemysłowym i rządowym w tym regionie. Region Øyrane wzdłuż portu jest przemysłową częścią miasta. Ponadto w Førde znajduje się jedna z dwóch filii uczelni Sogn og Fjordane University College - Wydział Inżynierii i Medycyny. 
W Førde znajduje się kościół, który wybudowany został w 1885 roku.

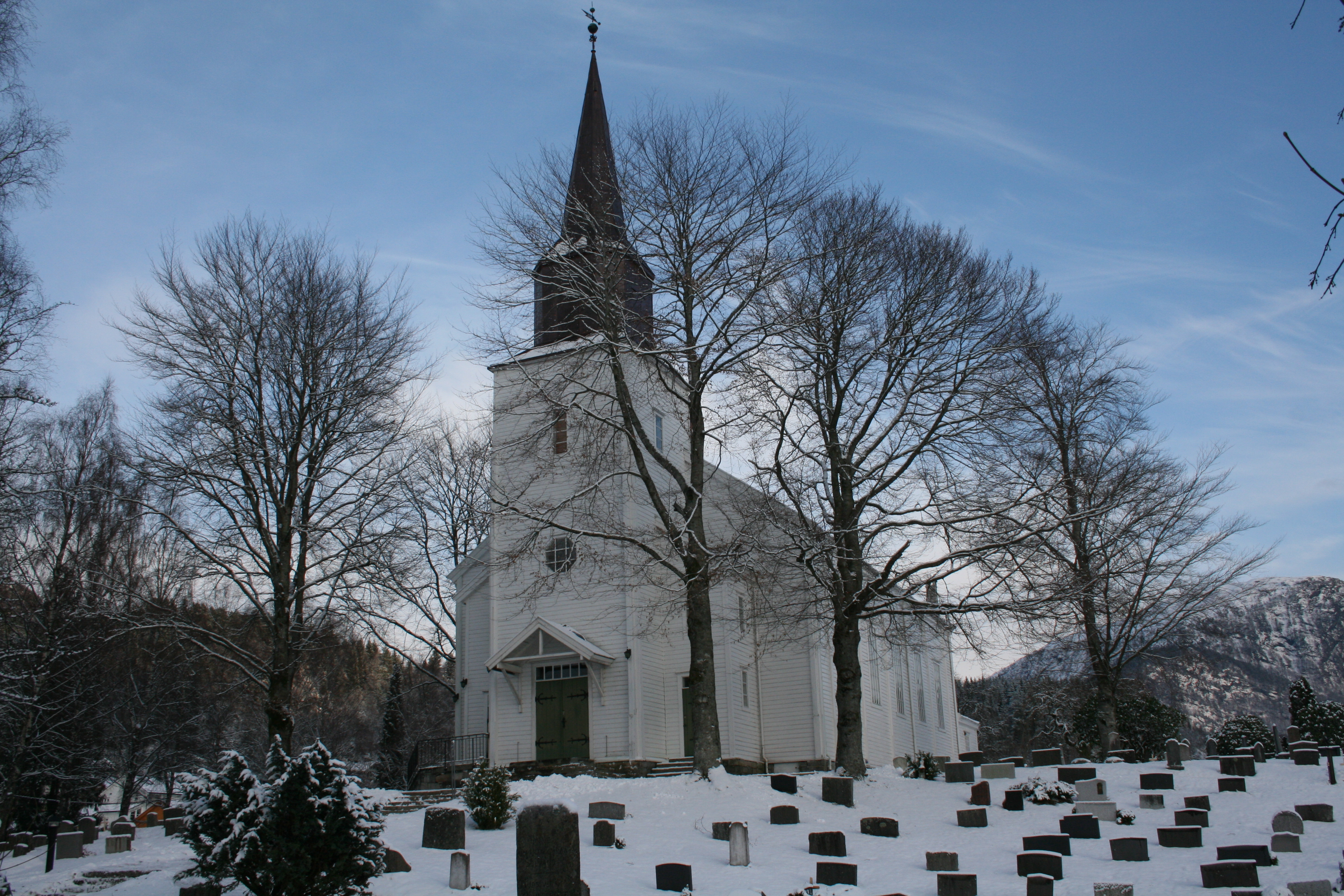
Kościół w Førde